# Valeyrac
Valeyrac település Franciaországban, Gironde megyében. Lakosainak száma 544 fő (2022. január 1.). Valeyrac Bégadan, Floirac, Jau-Dignac-et-Loirac, Mortagne-sur-Gironde és Saint-Fort-sur-Gironde községekkel határos.

## Népesség
A település népessége az elmúlt években az alábbi módon változott:
| Lakosok száma | 462  | 370  | 392  | 415  | 533  | 547  | 548  | 539  | 540  | 544  |
|               | 1968 | 1982 | 1990 | 2006 | 2013 | 2015 | 2017 | 2019 | 2020 | 2022 |